# Enrico De Maria
Enrico De Maria (Rüti, 20 de diciembre de 1976) es un deportista suizo que compitió en vela en la clase Star.
Ganó dos medallas de plata en el Campeonato Mundial de Star, en los años 2004 y 2010, y una medalla de oro en el Campeonato Europeo de Star de 2007.
Participó en tres Juegos Olímpicos de Verano, entre los años 2004 y 2012, ocupando el cuarto lugar en Atenas 2004 y el quinto en Pekín 2008.

## Palmarés internacional
| \| Campeonato Mundial \| Campeonato Mundial \| Campeonato Mundial \| Campeonato Mundial \| \| Año \| Lugar \| Medalla \| Clase \| \| ------------------ \| ----------------------- \| ------------------ \| ------------------ \| \| 2004 \| Gaeta (Italia) \| Medalla de plata \| Star \| \| 2010 \| Río de Janeiro (Brasil) \| Medalla de plata \| Star \| \| Campeonato Europeo \| \| \| \| \| Año \| Lugar \| Medalla \| Clase \| \| 2007 \| Malcesine (Italia) \| Medalla de oro \| Star \| |                         |                  |       |
| Campeonato Mundial |                         |                  |       |
| Año | Lugar                   | Medalla          | Clase |
| 2004 | Gaeta (Italia)          | Medalla de plata | Star  |
| 2010 | Río de Janeiro (Brasil) | Medalla de plata | Star  |
| Campeonato Europeo |                         |                  |       |
| Año | Lugar                   | Medalla          | Clase |
| 2007 | Malcesine (Italia)      | Medalla de oro   | Star  |